# William Penn
William Penn (født 14. oktober 1644 i London, død 30. juli 1718 i Ruscombe, Berkshire) var en engelsk kvæker. 
Penn studerede i Oxford i årene 1660 til 1662, men blev 1662 bortvist fra universitetet, der blev domineret af anglikanere. 1666 vendte han tilbage til familiens gods i Irland, hvor han tilsluttede sig den radikale kvækerbevægelse. I 1681 grundlagde han den nordamerikanske stat Pennsylvania som fristed for religiøst forfulgte. Penn var fortaler for religionsfrihed og udarbejdede flere forfatningsudkast, der omfattede demokratisk valgte lovgivende parlamenter. Allerede i 1697 udkastede han de første tanker om en samling af de britiske kolonier i Nordamerika.